# 殺戮元年
《殺戮元年》（英語：The First Purge）是一部2018年美國反烏托邦電影，由傑拉德·麥米瑞執導，為2013年電影《國定殺戮日》的前傳和「國定殺戮日系列」的第四部作品。由瓦蘭·諾埃爾、萊克斯·史考特·戴維斯、喬伊文·韋德、蘿倫·維萊斯和瑪麗莎·托梅主演。電影於2018年7月4日由環球影業發行。
這次故事詳述國定殺戮日的誕生起源，首年還是執政黨「美國新建國元勳」所進行的一項社會測驗，在一個孤立的社區中進行測試。但當壓迫者的暴力引發民眾的憤怒時，該活動從社區的邊界開始蔓延至全國。電影上映後獲得1.36億美元的票房佳績，勝於前三部。

## 劇情
2014年，社會動蕩導致美國政府被「美國新建國元勳」（New Founding Fathers of America）推翻，作為新執政黨的建國元勳為了將當今的犯罪率降低至1%以下，參謀長艾羅·薩賓和人類行為學家梅·艾普戴爾聯合創辦一項社會實驗，在一片孤立社區的夜間十二小時期間允許所有犯罪活動。紐約史泰登島被選中成為實驗地點，建國元勳稱任何在實驗期間選擇留在島上的市民能得到五千美元的補償金，而參與者也會贈予更多補償。這項實驗吸引島上不少貧困住戶自願參加，每位參與者身體裡會安裝追蹤器、眼睛上佩戴有攝影功能的隱形眼鏡以便監視。本地住戶妮雅認為這項實驗極不人道，開始率領大多數反對者對實驗進行抗議。而妮雅的弟弟以賽亞瞞著姐姐在社區裡販毒時，被一位精神錯亂的癮君子骷髏哥拿刀割傷，縱使以賽亞也偷偷參與實驗。
當最後一批載有離島市民的巴士和渡輪撤離結束後，政府將史泰登島通往外界的橋樑升起以隔離，播報完預警系統和幾聲警報響後，開始進行長達十二小時的實驗。起初是一片寧靜，之後開始有不少市民到街上放肆狂歡。妮雅將許多街坊四鄰接納至教堂裡躲避時，以賽亞戴上手槍和隱形眼鏡四處尋找骷髏哥。遠處，骷髏哥成為首位在實驗中放肆殺人的參與者，負責監視的薩賓和艾普戴爾將他殺人過程放到直播和網路上，但他們很快發現大部分參與者沒有殺人，反而是聚在一起開派對狂歡。以賽亞跟著幾位朋友到其中一處派對現場尋找骷髏哥，卻剛好在骷髏哥來到派對現場殺人時撞個正著，以賽亞試圖開槍殺他卻無法開槍，最後反而被骷髏哥追殺至一座工廠。別無選擇之下，以賽亞打電話給姐姐妮雅求助，妮雅只好離開教堂將弟弟救出工廠。
身為妮雅前男友的本地毒梟狄米崔，對這次實驗沒有興趣而嚴禁所有部下參與，但一位對他不滿的部下資本A決定趁機奪權，派兩名酒女去暗殺他。但狄米崔機智地躲過暗殺後，帶人殺光資本A與其忠誠者後，回到街上四處探查。當時，街頭開始冒出許多戴面罩的參與者，幾乎都是全副武裝地屠殺所遇到的任何人，狄米崔半路上碰到一對人馬並將其消滅後，透過屍體上找到的一系列刺青發現這些“參與者”其實是外國僱傭兵。另一邊，妮雅和以賽亞回到教堂門口時發現教堂已經被血洗，大部分市民都被屠殺，僅除妮雅的鄰居桃樂絲和一對母女路易莎和瑟琳娜逃過一劫，她們只好撤回妮雅的公寓裡等到實驗結束。艾普戴爾發現參與者是僱傭兵的事實，得知是建國元勳假借實驗為由來清除貧困人口。薩賓參謀長為了防止她洩漏機密，於是派人將艾普戴爾帶至街上滅口處決。
狄米崔發現他的幾位部下被僱傭兵殺害後，憤怒之餘率領部下回到街上捍衛他們的家園，抵達醫院營救幾位朋友後，得知僱傭兵接下來的殺戮地點是妮雅的公寓樓。到達公寓前，狄米崔的隊伍受幾架建國元勳指派的小型無人偵察機伏擊，使他的人均受傷或身亡，倖存的狄米崔只好獨自去救妮雅她們。這時，一隊扮成納粹黨的僱傭兵在公寓樓掃蕩且屠殺住戶，開始靠近妮雅等人所在的樓層。狄米崔殺死幾個傭兵後造成全大樓停電，在黑暗中進行搏鬥，最後走進房間跟妮雅等人團聚。當僱傭兵準備往房間發射火箭炮時，卻剛好受一路追來的骷髏哥干預而分心。骷髏哥一同被殺後，狄米崔趁機引爆他手下提供的塑膠炸彈，將所有僱傭兵全部炸死。危機告終後，所有人蹣跚地走出屍體遍佈的公寓樓，聽著幾聲警報聲響得知實驗結束。
狄米崔因為一晚上的英勇之舉而被所有人譽為英雄，妮雅問起她們接下來該怎麼辦時，狄米崔認為他們這些倖存的人們要想辦法“反抗”。後來，薩賓參謀長上台表示這次實驗取得巨大成功，會促使他們為明年的國定殺戮日做準備。

## 演員
- 瓦蘭·諾埃爾飾演狄米崔[4]
- 蕾克絲·史考特·戴維斯（英语：Lex Scott Davis）飾演妮雅[4]
- 喬伊文·韋德（英语：Joivan Wade）飾演以賽亞[5]
- 蘿倫·維萊斯飾演路易莎[5]
- 瑪麗莎·托梅飾演梅·阿普戴爾博士[6]
- 梅朗妮·狄亞茲（英语：Melonie Diaz）飾演胡安妮
- 羅蒂米·保羅飾演骷髏哥
- 莫·麥克雷（英语：Mo McRae）飾演小七
- 史特夫·哈里斯（英语：Steve Harris (actor)）飾演弗雷迪
- 切納·萊恩（英语：Chyna Layne）飾演艾莎

## 製作

### 拍攝
主體拍攝於2017年9月中旬在水牛城進行，並在同年11月8日完成拍攝。

## 發行
電影定於2018年7月4日由環球影業發行。

### 評價
爛番茄根據112條評論，持有54%的新鮮度，平均得分5.4／10。在Metacritic上，電影獲得了54分。據CinemaScore調查，觀眾的反響在A+至F間落於「B-」。

### 票房
在美國和加拿大，分析師預估《殺戮元年》將於首週從3031家影院中獲得約2500萬至3600萬美元的票房。該片在上映首日獲得了930萬美元，這包括週二晚間從2350家影院中獲得的250萬美元。美國首週票房達3110萬美元，位居當週第四。
| 上一届： 《與神同行：最終審判》 | 2018年香港週末票房冠軍 第35週 | 下一届： 《天煞重炮》 |

## 備註
1. 1 2  依照電影上映次序。